# Am Kapellchen 19

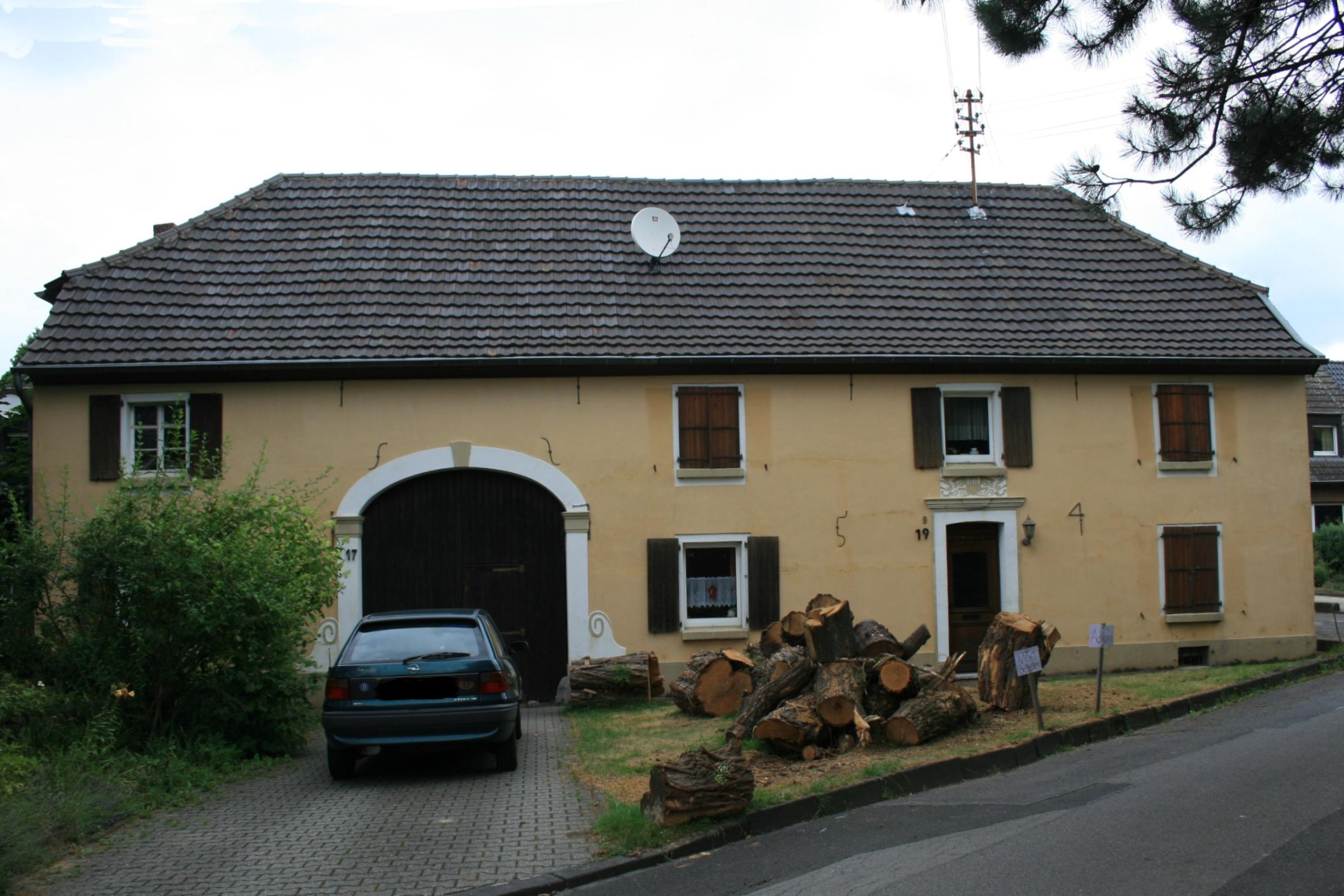
Hofanlage (2010)

Die Hofanlage Am Kapellchen 19 befindet sich in der Honschaft (Ortsteil) Hilderath des Stadtteils Rheindahlen-Land im Stadtbezirk West (bis 22. Oktober 2009 Rheindahlen) in Mönchengladbach (Nordrhein-Westfalen). Die Hofanlage wurde 1754 erbaut. Sie ist unter Nr. A 050 am 15. Dezember 1987 in die Denkmalliste der Stadt Mönchengladbach eingetragen worden.

## Lage
Das Objekt liegt am nordöstlichen Rand Hilderaths nördlich einer platzartigen Straßenaufweitung, in die vier Wege einmünden.

## Architektur
Nach Süden orientiertes, traufständiges, zweigeschossiges und verputztes ehemaliges Bauernhaus unter ziegelgedecktem Krüppelwalmdach. Fünfachsiges Gebäude, der unterkellerte Wohnteil liegt im Osten des Hauses und besteht aus drei Fensterachsen, in deren mittlerer Achse der über eine Stufe zu erreichende Hauszugang liegt. Dieser ist durch eine Stuckrahmung mit profiliertem, über dem Schlussstein verkröpftem Architrav und Stuckaturfeld (mit Hauszeichen ?) hervorgehoben.
Im Westteil des Hauses liegt der ehemalige Wirtschaftsteil mit einer korbbogigen, stuckgerahmten Tenneneinfahrt, deren Widerlager und Schlussstein hervorgehoben sind. Archivolten oberhalb des abgesetzten Sockels flankieren das Torgewände. Radabweiser aus Blaustein schützen die Gebäudeecken der Toreinfahrt.
Nach Westen schließt sich eine weitere Fensterachse an. Maueranker markieren die Deckenbalkenlagen über dem Erd- und Obergeschoss. Im Erdgeschoss zeigen sie beiderseits des Tores die Jahreszahl „17“, beiderseits der Haustür die Jahreszahl „54“. Die Erbauungszeit der Hofstelle dürfte somit auf das Jahr 1754 verweisen. Der Ostgiebel zeigt je zwei Fenster in jedem Geschoss, wobei zwei kleine Fenster den Dachraum belichten und belüften. Alle Fenster – mit Ausnahme der Dachgeschossfenster – besitzen Schlagläden. Der Westgiebel ist als Wetterseite des Hauses weitgehend geschlossen. Lediglich im Erdgeschoss gibt es eine nachträglich eingefügte Türöffnung, je eine weitere Fensteröffnung befindet sich im Ober- und Dachgeschoss.
Die Nordseite zeigt einen weiten Dachüberstand und – neben der alten Hoftür und einigen kleinen Belüftungsfenstern im Drempel – eine modern veränderte Fensteröffnung im Erdgeschoss. Im Innern ist die alte Raumstruktur erhalten, Ausstattungsdetails fehlen.